# Bubba Smith
Bubba Smith   (Beaumont i Orange, 28 de febrer de 1945 - Los Angeles, 3 d'agost de 2011) nom artístic de Charles Aaron Smith va ser un actor i jugador de futbol americà nord-americà. Era conegut per la seva gran estatura (2,01 metres). Va arribar per primera vegada a la Universitat Estatal de Michigan, on va guanyar dues vegades els honors d'All-American a l'equip de futbol dels Spartans. Va tenir un paper important en un empat de 10 a 10 amb Notre Dame el 1966 que va ser anunciat com "El joc del segle". És un dels sis jugadors que el programa ha retirat el seu dorsal. Va ser inclòs al Saló de la Fama del Futbol Universitari el 1988.
Bubba Smith va aconseguir notorietat internacional com a actor a la saga cinematogràfica Police Academy. Va començar a jugar a futbol americà a la Universitat Estatal de Michigan. Línia defensiu exterior, va ser elegit millor jugador de la Lliga Universitària el 1965 i 1966 a l'any següent va ser elegit número u del draft. Va debutar a la NFL amb el Colts de Baltimore, amb què va guanyar l'anell de campió de la Super Bowl el 1970. Posteriorment va jugar amb l'Oackland Raiders (1973/74) i el Houston Oilers (1975/76).
Al final de la seva carrera esportiva, va iniciar la seva singladura com a estrella convidada en sèries de TV com Els Àngels de Charlie (1976) o Eight is Enough (1977), però va ser el paper de l'agent Moses Hightower a la pel·lícula Boja acadèmia de policia (1984) el que li va donar la fama mundial.
Després de participar en les successives seqüeles de la saga --una de les més populars de la dècada--, van ser habituals les seves aparicions a la pantalla petita (MacGyver, Family Matters o Married... with Children).